# Joan Corrales i Miralles
Joan Corrales i Miralles   (Saragossa, 23 de juny de 1856 - Barcelona, 10 de novembre de 1938) fou un mestre i pedagog català. Fou partidari d'una pedagogia innovadora en la seva època. Contrari als càstigs corporals i introductor de la música en l'ensenyament. Impulsor de classes de català i d'esperanto.
Emigra amb els seus pares a la vila de Sants els darrers anys de la dècada dels 60. El 1880 acaba els estudis i comença a exercir de mestre a Sants i a Barcelona. El 1883 ocupa la plaça de mestre a Sant Pere de Ribes (Garraf), on hi exerceix fins al 1896 quan obté per oposicions el nomenament de director de l'escola unitària de nois d'Esplugues de Llobregat. El 1910 demana el trasllat a l'escola d'Arenys de Munt, on el 1913 esdevé un dels fundadors del Centre Moral d'Arenys de Munt i n'ocupa la presidència fins al 1915. El 1926, en complir els 70 anys, es jubila.
El juliol de 1930 en el transcurs d'un homenatge públic, l'ajuntament d'Esplugues de Llobregat acorda posar el nom de "Mestre Joan Corrales" a un carrer del barri de La Plana. El 1933 rep un nou homenatge dels seus antics alumnes de Sant Pere de Ribes.